# Pipera

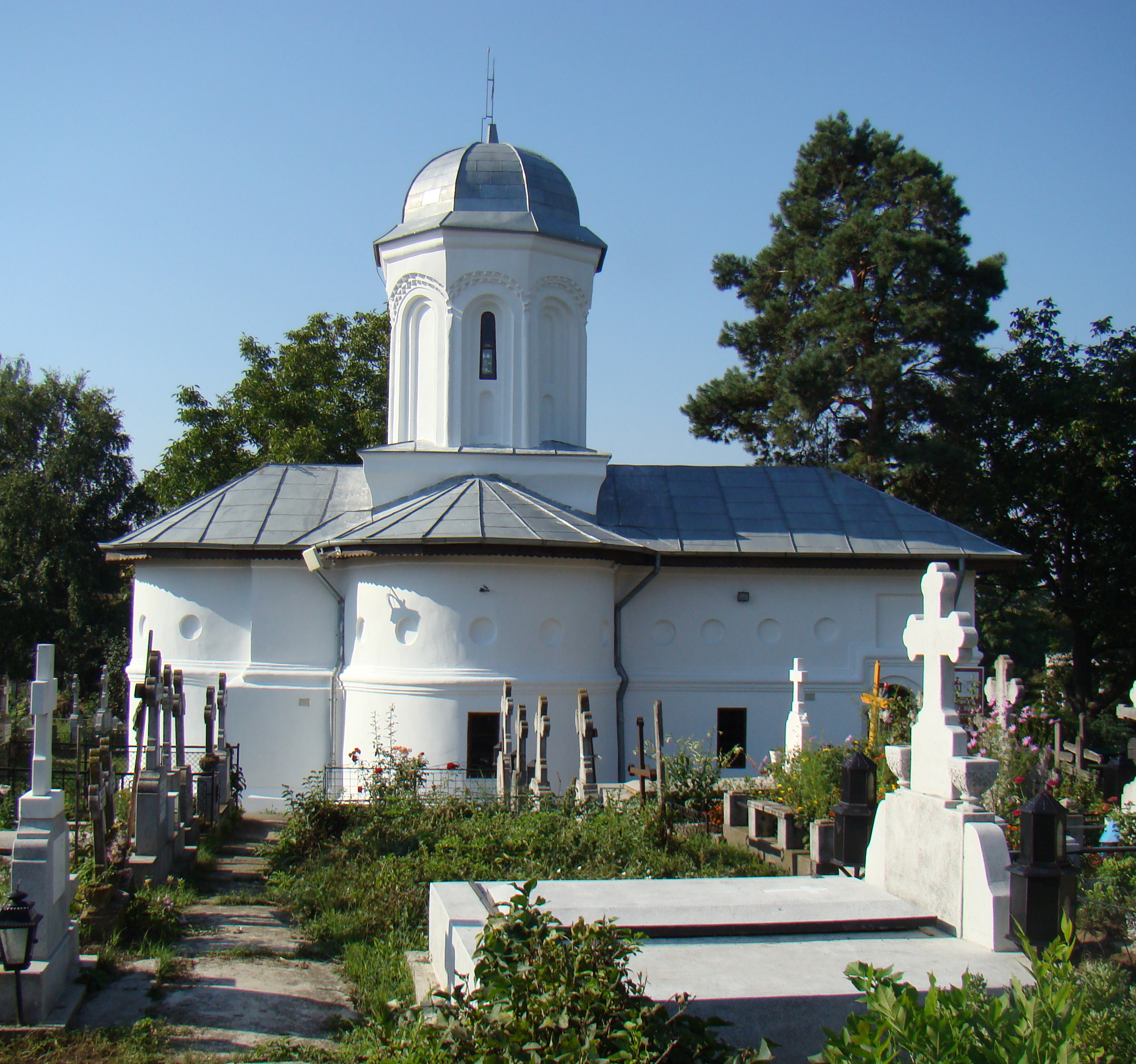
Kerk in Pipera

Pipera is een wijk in het noorden van de Roemeense hoofdstad Boekarest. Tot 1995 was het een dorp net buiten Boekarest. Toen Boekarest zich uitbreidde, werd dit dorpje een buitenwijk. Hierna startte er een transactie van land: land van 1 USD/m² kreeg in 2005 de prijs van 250 USD/m². In deze 10 jaar zijn er 1400 huizen en villa's gebouwd, waardoor Pipera een van de duurste woonwijken van Boekarest werd.
Pipera ligt in de bestuurlijke eenheid sector 1 van Boekarest.
Districten: Sector 1 · Sector 2 · Sector 3 · Sector 4 · Sector 5 · Sector 6

Wijken: Băneasa · Berceni · Centru Civic · Colentina · Cotroceni · Crângași · Dristor · Drumul Taberei · Dudești · Ferentari · Floreasca · Giulești · Iancului · Lipscani · Militari · Obor · Olteniţei · Pantelimon · Pipera · Rahova · Tei · Titan · Văcăreşti · Vitan